# Relaxin' WITH THE HIGH-LOWS
『Relaxin' WITH THE HIGH-LOWS』（リラクシン・ウィズ・ザ・ハイロウズ）は、日本のロックバンド、THE HIGH-LOWSの5枚目のオリジナル・アルバム。2000年6月9日発売。発売元はキティ。

## 概要
前作よりちょうど1年ぶりに発売。6月9日は「ロックの日」だから、と甲本談。
アルバムタイトル・ジャケット共にマイルス・デイヴィスが1958年に発表したアルバムRelaxin' with the Miles Davis Quintetのパロディである。
封入特典：「リラクシン」特製ステッカー。

## 収録曲
| 全編曲: THE HIGH-LOWS。 |                                 |            |       |
| #                       | タイトル                        | 作詞・作曲 | 時間  |
| 1.                      | 「青春」                        | 真島昌利   | 3:08  |
| 2.                      | 「NO.1」                        | 甲本ヒロト | 3:01  |
| 3.                      | 「岡本君」                      | 真島昌利   | 4:57  |
| 4.                      | 「パンチョリーナ」              | 甲本ヒロト | 3:45  |
| 5.                      | 「夕凪」                        | 真島昌利   | 3:57  |
| 6.                      | 「不死身の花」                  | 甲本ヒロト | 3:52  |
| 7.                      | 「ボート」                      | 甲本ヒロト | 4:05  |
| 8.                      | 「ミーのカー」                  | 甲本ヒロト | 3:20  |
| 9.                      | 「完璧な一日」                  | 真島昌利   | 4:52  |
| 10.                     | 「ジャングルジム」              | 真島昌利   | 4:17  |
| 11.                     | 「ヤダ」                        | 真島昌利   | 0:26  |
| 12.                     | 「タンポポ」                    | 真島昌利   | 4:48  |
| 13.                     | 「魔羅 (シンボル) '77」         | 甲本ヒロト | 4:03  |
| 14.                     | 「バカ (男の怒りをぶちまけろ)」 | 真島昌利   | 4:18  |
| 合計時間:               | 合計時間:                       | 合計時間:  | 52:49 |

### 楽曲解説
「青春」
14thシングル。 15thシングル「FLOWER」にも別バージョンが収録されている。
「岡本君」
真島のソロアルバム「夏のぬけがら」に収録予定であった「ジャラマドーラ」という曲が元になっている。
「夕凪」
当初は曲中に登場する「R作戦B2号」というタイトルで、アレンジもまったく別のものであった。
「不死身の花」
15thシングル「FLOWER」に別バージョンが収録されている。
「ミーのカー」
ゆらゆら帝国に同名の楽曲があるが、まったく別の曲。発表はこちらのほうが早い。また15thシングル「FLOWER」にはタイトル的にこの曲と対になる「ユーのカー」が収録されているが、こちらもタイトルが似ているだけでまったく別の曲である。
「完璧な一日」
バグパイプを使用した楽曲。
「ヤダ」
ハイロウズの楽曲の中で、もっとも収録時間が短い。また、ブルーハーツ、ハイロウズ、クロマニヨンズの3バンドの楽曲中で使用した文字数がもっとも少ない（2文字。2番目はクロマニヨンズの「恋に落ちたら」で3文字。両方とも真島の作品である）。
「タンポポ」
15thシングル「FLOWER」に別バージョンが収録されている。
ライブではアルバムバージョンは演奏されたことがなく、「FLOWER」のバージョンで演奏された。
「魔羅 (シンボル) '77」
14thシングルのカップリングのアルバムバージョン。

## 参加ミュージシャン
THE HIGH-LOWS
- 甲本ヒロト ：ボーカル、ブルースハープ
- 真島昌利：ギター、コーラス
- 調先人：ベース、コーラス
- 大島賢治：ドラムス、コーラス
- 白井幹夫 キーボード